# Station Fors
Station Fors is een spoorweghalte in de Franse gemeente Fors.